# 量子消しゴム実験
量子消しゴム実験（りょうしけしゴムじっけん）とは、量子力学の原理を体感するための実験手法。ただし、この実験自体の原理には量子力学は関係なく、古典力学で説明できる。

## 方法
シャープペンシルの芯や針金にレーザー光を当て、この光をスクリーンに当てると干渉縞ができる。ここで芯（針金）の両側に偏光板を張り、光の振動方向が干渉しないようにすると、干渉縞が消える。ところが、その後ろに45°傾けた偏光板を置くと、経路情報が消去され、干渉縞が再び現れる。